# Zell im Fichtelgebirge
Zell im Fichtelgebirge (bis 2007 Zell) er en købstad (markt) i Landkreis Hof i den nordøstlige del af den bayerske regierungsbezirk Oberfranken i det sydlige Tyskland. Kommunen ligger i Naturpark Fichtelgebirge og er statsanerkendt rekreationsby

## Geografi
Kommunens hovedby ligger mellem Hof og Bayreuth. I nærheden af Zell im Fichtelgebirge , ved Waldstein i Fichtelgebirge har floden Saale sit udspring. Der er ca. 30 kilometer vandreruter i området.
Ud over Zell er der i kommunen følgende landsbyer og bebyggelser: Erbsbühl (8 indbyggere), Friedmannsdorf (114), Grossenau (93), Großlosnitz (83), Kleinlosnitz (24), Lösten (77), Mödlenreuth (37), Oberhaid (15), Rieglersreuth (27), Schnackenhof (29),Tannenreuth (28), Unterhaid (17), Waldstein (3) og Walpenreuth (101).

## Historie
Før år 1000 lå der en slavisk bebyggelse ved nordenden af Waldstein. Byen er nævnt første gang i 1323 i en skrivelse fra Ludwig af Bayern. 1523 blev Waldsteinburg ødelagt. 1550 erhvervede Markgreve Albrecht von Brandenburg-Bayreuth området som rigslen.
Zell hørte fra 1792 til oberamt Münchberg-Stockenroth der var en del af Fyrstedømmet Bayreuth som faldt til Preußen, senere ved Freden ved Tilsit 1807 til Frankrig, og i 1810 til Bayern. De tidligere samlede byer Sparneck og Zell blev i 1818 delt i to landkommuner. i 1826 og 1831 ødelagde storbrande en del af byen som blev nyanlagt. Fra 1902 til 1978 var der en lokalbane Münchberg–Zell.
I 1796 opdagede Alexander von Humboldt, at Haidberg er magnetisk.